# Ash-Shâfi'î
Abu Abdullah Muhammad bin Idris ash-Shâfi'î (أبو عبد الله محمد بن إدريس الشافعي) (767, Gaza, Palestine - 820, Égypte), ou imam ash-Shafi'i, est un  théologien (alim) et juriste (faqih) musulman arabe, fondateur de l'école (madhhab) de jurisprudence islamique chaféite. Il est notamment l'auteur de l'ouvrage Rissala, considéré comme l'un des tout premiers manuels des fondements du droit musulman (usul al-fiqh).
Illustre savant réputé aussi bien pour sa maîtrise du droit islamique que de la langue arabe, son influence demeure à ce jour considérable dans le monde musulman.

## Histoire
L'imam Shafi'i naît en 767 à Gaza en Palestine. Il appartient à la tribu arabe de Quraych.
Son père est mort alors qu'il est encore enfant. Sa mère l'élève dans la pauvreté en voulant faire de lui un bon musulman. Il passe beaucoup de temps parmi les bédouins et acquiert ainsi une grande connaissance de la poésie arabe.
Dans sa jeunesse, il se rend à Médine pour étudier la jurisprudence islamique et le hadîth sous la direction de l'imam Malik. Il y mémorisa complètement le livre Al-Muwatta et pouvait le réciter de mémoire au mot près. Il séjourna dans la ville jusqu'à la mort de l’imam en 801. Il s'en alla ensuite au Yémen pour y enseigner et il y fut accusé de tendances chiites en l'an 805. Il put prouver son innocence, grâce à l'intervention d'ach-Chaybani, devant le calife Haroun Al-Rachid qui le fit libérer, en l'exonérant de toute faute. Al-Chafii resta en Irak et étudia quelque temps sous Mouhammad ibn Al-Hassan, le célèbre étudiant de Abû Hanîfa.
L'imam Shâfi'î combina en quelque sorte la jurisprudence islamique du Hedjaz (malikite) avec celle d'Irak (hanafite) et créa ainsi sa propre école de jurisprudence. Il rassembla les règles en dictant à ses élèves dans un livre nommé Al-Hujja (l'évidence). Cette rédaction se fit en Irak en 810 et certains de ses élèves apprirent son livre et le propagèrent, tels que l'imam Ahmad Ibn Hanbal et Abou-Thawr.
Il se rendit ensuite en Égypte pour étudier sous l'imam Al-Layth ibn Sad, mais ce dernier décéda peu avant son arrivée ; il put néanmoins étudier son madhhab de par ses élèves qui y étaient toujours présents.
En Égypte il assimila donc la jurisprudence élaborée par l'imam al-Layth et fit rédiger son al-Madhhab al-Jadîd le nouveau madhhab, par opposition à al-Madhhab al-Qadîm, l'ancien, qu'il avait transmis en Irak à ses étudiants dans un livre qu'il nomme Al-Umm. En effet ce voyage en Égypte le confronta à de différentes méthodes d'analyse de hadith et de raisonnements qui induisirent des changements nombreux de ses avis qu'il avait eus en Irak.

Bien que la carrière d’Ash-Shâfi'î se soit aussi déroulée dans le Hidjâz et à Baghdâd, c’est principalement à la fin de sa vie, à Fostat, en Égypte, que son enseignement fut le plus favorablement accueilli et qu’il eut le plus grand nombre de disciples ayant joué un rôle important dans la diffusion de sa doctrine. Les Égyptiens furent tellement marqués par son passage dans leur pays qu'ils continuèrent à lui écrire des lettres pour lui poser des questions juridiques des siècles après son décès.

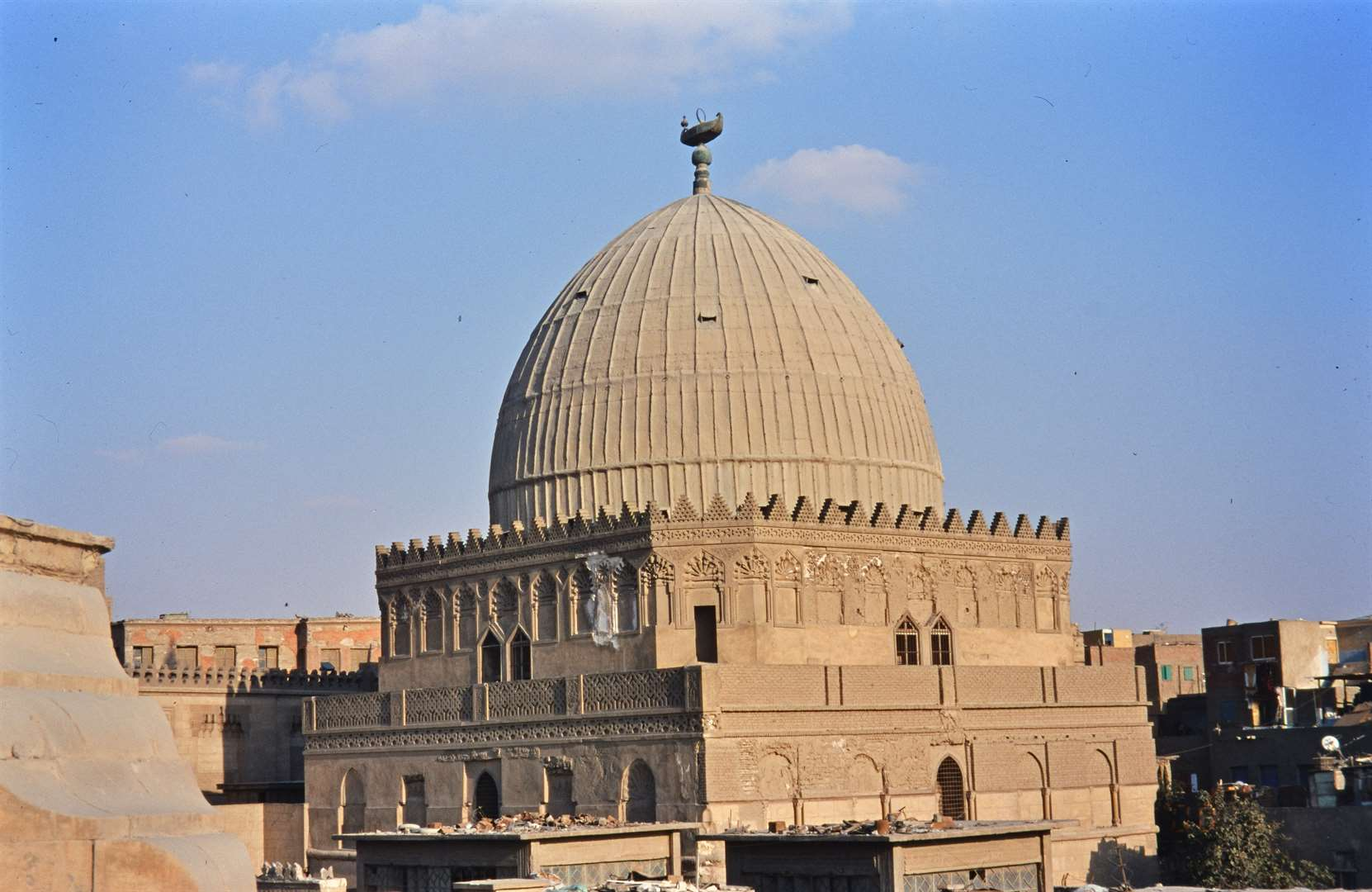
Mausolée d'al-Shafi'i au Caire

Ses principaux élèves qui continuèrent son œuvre sont al-Muzani qui en rédige un abrégé, Al-Maradi, Al-Buwayti, Abû ʿAlî al-Hasan az-Zaʿfarânî et Abû ʿAlî al-Husayn al-Karâbîsî.
L'imam Al-Chafii est le premier imam à avoir systématisé les principes fondamentaux de la jurisprudence islamique, comme dans son livre Ar-Risâlah. À ce titre, il est considéré comme le fondateur des usul al-fiqh.

## Croyance ('Aqîdah)
L'Imâm était très fortement opposé à l'anthropomorphisme consistant à croire que Dieu serait un corps ou qu'Il aurait des attributs propres aux corps humains. Dans son livre "al-Achbâh wa n-Nadhâ-ir" , l’Imâm As-Souyoûti qui compte de parmi les grands savants de l'école (madh-hab) de l'Imâm Ash-Shâfi'i rapporte : « Ash-Shâfi’i a dit : “On ne déclare pas mécréant quelqu’un qui fait partie des gens de la Qiblah” [As-Souyoûti ajoute : ] et il (c’est-à-dire l’Imâm ASh-Shâfi’i) a exclu le moujassim (anthropomorphiste) ainsi que celui qui nie que Allâh connaît les détails de toute chose (c’est-à-dire que ces deux groupes sont déclarés mécréants par l'imâm). »
De nombreux autres savants ont mentionné cela de lui comme le chaykh Ibn Hajar Al-Haytami, le Chaykh Moullâ ‘Ali Al-Qârî et le Chaykh As-Soubki Al-Azhari.
Au sujet de la question de l'istiwâ (établissement, position assise- sur le Trône), Mustafâ Abû Sufyân rapporte dans son ouvrage ‘Aqîda Lil Imâm Mâlik que L’imâm Ash-Shâfi’î (m.204H) a dit : La Sunnah sur laquelle je suis et dont j’ai vu les gens du Hadîth être sur celle-ci tel que Sufyân, Malik et autres qu’eux : La reconnaissance de l’attestation qu’il n’y a nulle divinité digne d'être adorée en dehors d'Allah, Et que Muhammad est son Messager, et qu’Allah est au-dessus de son Trône, au-dessus de son ciel il se rapproche de sa création comme il l’a voulu, et il descend au ciel le plus proche comme il l’a voulu. At-Tirmidhi (m.279H) dit aussi : J’ai entendu Al Mouzani (m.264H) dire (compagnon de l’imam Ash-Shafi’i) : Le Tawhid d'une personne n'est pas valide, jusqu’à ce qu’elle sache qu'Allah est sur le Trône avec Ses Attributs. Ainsi il est clair que l'Imam Shafi'i possédait la croyance athari.
De nombreux savants ont mentionné que l'Imâm Ash-Shâfi'i considérait non-musulmans ceux qui croient que Dieu serait assis sur le trône. Parmi eux le Chaykh Ibnou Rif'ah et le Chaykh Ibnou Mou’allam al-Qourachi.
Cependant, Ash-Shâfi'i désapprouvait l'usage de l'excommunication. Il était hostile aux mu'tazilites précisément pour cette raison : ces derniers abusaient du takfir, qui consiste à déclarer mécréant son adversaire. Mais il s'opposait à eux également sur un les Sources. tandis que les mu'tazilites mettaient l'accent sur l'usage de la raison, lui réduit l'importance du ra'y au profit de la tradition (sunna).

## Théorie du califat
Les opinions d'ach-Chafi'i sur le califat sont exprimées dans son Kitab al-Umm. À ses yeux, le califat est une nécessité. Le calife doit être de descendance quraychite. Il n'est pas nécessaire qu'il soit élu.

## Critique du conformisme juridique
Dans sa célèbre Risâla, Ash-Shâfi'î s'attaque radicalement au conformisme juridique (taqlîd). Il vise d'une part à discréditer les traditions locales comme sources juridiques, d'autre part à empêcher que l'on cite les avis des grands imams comme arguments d'autorité, sans autre preuve à l'appui que la stature et la renommée de l'auteur. D'après ses biographes, il était lui-même contre le fait que l'on se réclame de lui et qu'on fasse de sa doctrine l'objet d'un nouveau conformisme après sa mort.

## Œuvres
- Kitâb Al-Umm (« Le livre exemplaire ») : ouvrage de jurisprudence islamique. Il y a noté ses opinions sur diverses questions, et y a rapporté des débats qu'il a eus avec d'autres oulémas, notamment hanafites et malékites.

- Ar-Risâlah fî Usûl Al-Fiqh (« Épître sur les fondements du droit ») : ouvrage de principes fondamentaux de jurisprudence.

- Ses exégèses de certains versets du Coran ont été rassemblés par le chaféiste Al-Bayhaqiy dans un livre intitulé Ayat ul-Ahkam.